# 吉野村 (福井県丹生郡)
吉野村（よしのむら）は福井県丹生郡にあった村。現在の越前市中心部の北西一帯にあたる。

## 地理
- 山岳：愛宕山、船岡山
- 河川：日野川

## 歴史
- 1889年（明治22年）4月1日 - 町村制の施行により、家久村、芝原村、本保村、余田村、氷坂村及び片屋村の区域をもって、吉野村が発足する。
- 1950年（昭和25年）1月1日 - 武生市に編入する。

## 交通

### 鉄道路線
- 福井鉄道
  - 福武線
    - 家久駅

現在は旧村域にスポーツ公園駅が所在するが、当時は未開業。